# Ноайак (Коррез)
Ноайа́к (фр. Noailhac, окс. Noalhac) — коммуна во Франции, находится в регионе Лимузен. Департамент — Коррез. Входит в состав кантона Мессак. Округ коммуны — Брив-ла-Гайард.
Код INSEE коммуны — 19150.
Коммуна расположена приблизительно в 430 км к югу от Парижа, в 95 км южнее Лиможа, в 25 км к юго-западу от Тюля.

## Население
Население коммуны на 2008 год составляло 339 человек.
| 1962 | 1968 | 1975 | 1982 | 1990 | 1999 | 2008 |
| ---- | ---- | ---- | ---- | ---- | ---- | ---- |
| 337  | 276  | 242  | 266  | 276  | 310  | 339  |

## Экономика
В 2007 году среди 213 человек в трудоспособном возрасте (15-64 лет) 167 были экономически активными, 46 — неактивными (показатель активности — 78,4 %, в 1999 году было 73,0 %). Из 167 активных работали 154 человека (84 мужчины и 70 женщин), безработных было 13 (3 мужчин и 10 женщин). Среди 46 неактивных 18 человек были учениками или студентами, 14 — пенсионерами, 14 были неактивными по другим причинам.

## Достопримечательности
- Замок Лакост (XV век). Памятник истории с 1972 года[3]
- Церковь Св. Петра в оковах (XII век). Памятник истории с 1923 года[4]

## Фотогалерея
- Церковь Св. Петра в оковах
- Церковь Св. Петра в оковах
- Церковь Св. Петра в оковах
- Карта коммуны